# 브라이언 케네디 (음악 프로듀서)
브라이언 케네디(Brian Kennedy, 본명은 브라이언 케네디 실스(Brian Kennedy Seals), 1983년 8월 8일 ~ )는 미국의 싱어송라이터 겸 래퍼이다.

## 생애
그는 미국 미주리 주 캔자스 시티에서 출생하였고 미국 루이지애나 주 배턴 루지에서 잠시 유년기를 보낸 적이 있으며 이후 미국 뉴욕주 뉴욕 시티에서 성장한 그는 1998년 기타 연주자 첫 데뷔를 하였고 이듬해 1999년 피아노 연주자 데뷔를 하였으며 2년 후 2001년에는 키보드 연주자 데뷔를 하였고 2006년 미국 R&B 가수 시에어라의 음반에 작사가와 작곡가로 참여하였으며 이듬해 2007년에는 자신이 음반 수록곡 전곡을 작사, 작곡, 편곡은 물론 앨범 프로듀싱을 모두 일괄 담당하여 랩 록, 힙합, 컨트리 록, 블루스 팝, R&B라는 다섯 가지 음악 장르를 내세운 솔로 EP 음반을 발표하여 가수 데뷔하였고 이후로는 작사가, 작곡가, 편곡가, 음반 프로듀서, 키보디스트 활약을 하고 있다.

## 학력
- 2002년 미국 미주리주 캔자스 시티 페이지오 공연예술고등학교 졸업